# Tagelöhner

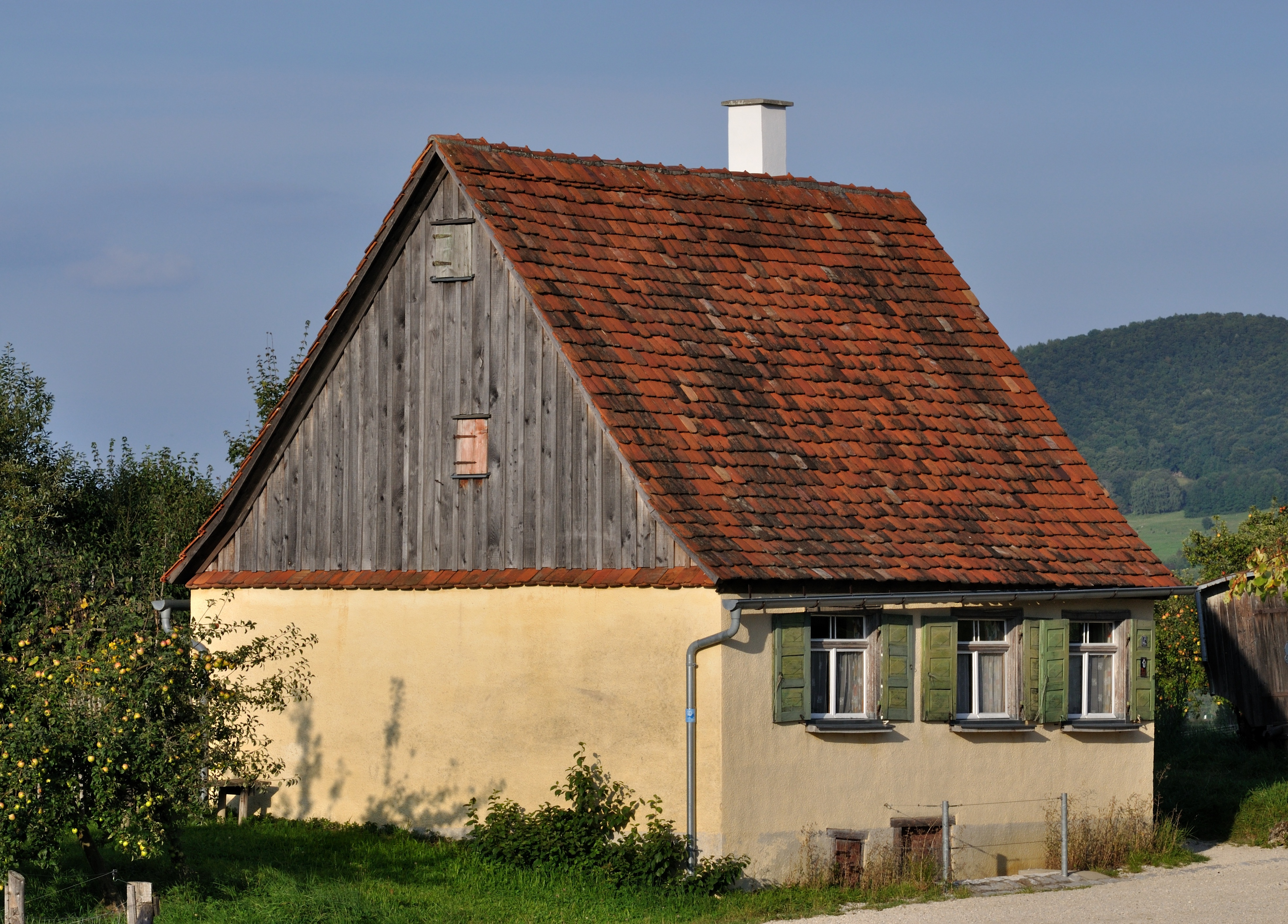
Ehemaliges Tagelöhnerhaus in Weidenstetten, Alb-Donau-Kreis, aus dem 18. Jahrhundert. Heute im Freilichtmuseum Beuren

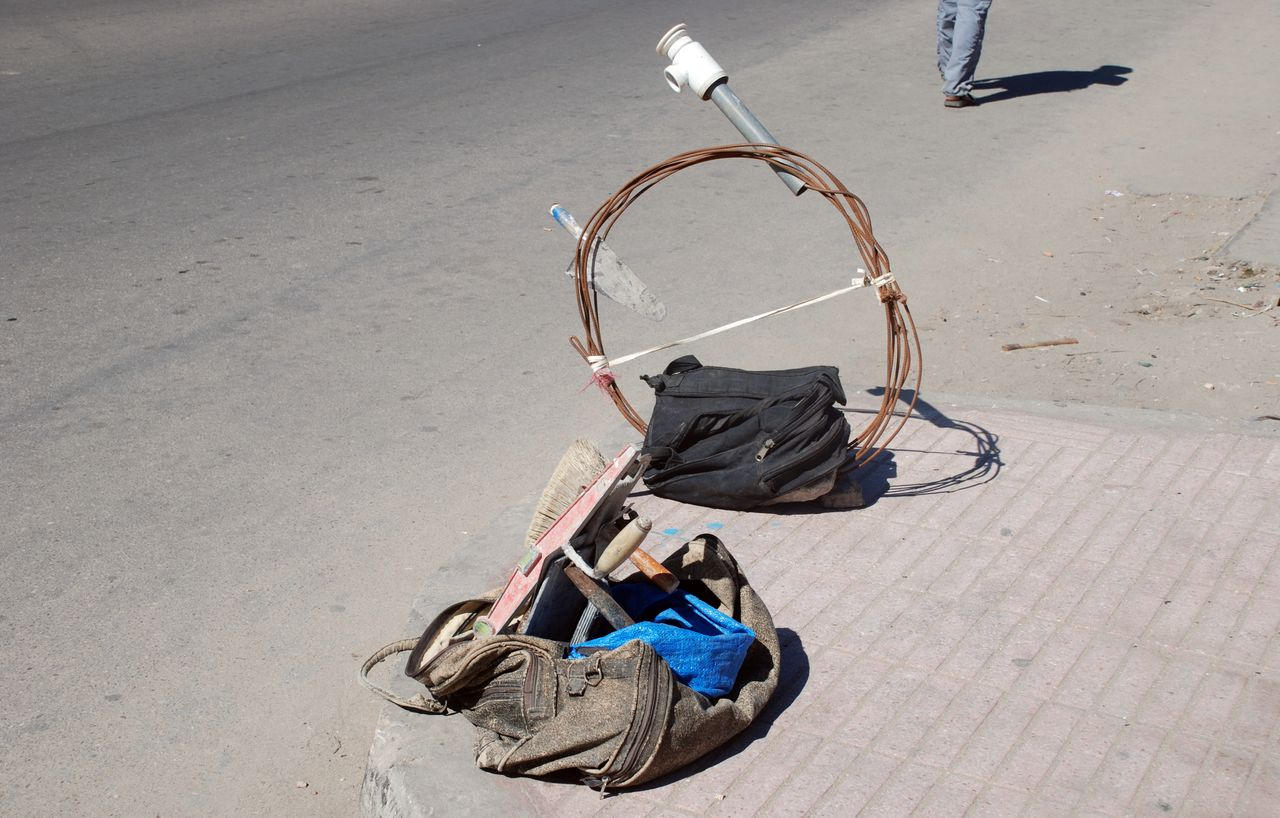
Mit diesen Werkzeugtaschen am Straßenrand machen ein Maurer und ein Klempner in Dakhla (Westsahara) auf sich aufmerksam. Sie hoffen, im Lauf des Tages zur Arbeit auf einer Baustelle abgeholt zu werden.

Ein Tagelöhner, auch Taglöhner, regional früher auch Tag(e)ner, Tag(e)werker, Tagwaner, ist jemand, der kein festes Arbeitsverhältnis hat, sondern seine Arbeitskraft immer wieder bei neuen Arbeitgebern kurzfristig anbietet. Der Name kommt daher, dass die Tagelöhner nur tageweise beschäftigt werden. Mit Tagelöhnerei verbindet sich über die Jahrhunderte hinweg auch ein Arbeitsverhältnis, das lediglich ein Leben „von der Hand in den Mund“ ermöglicht.
Es gibt spezialisierte Arbeitsagenturen, die Arbeitssuchende, die sich in deren Büro einfinden, an Arbeitgeber für einen oder mehrere Tage vermitteln. Daneben existiert weltweit in vielen Ländern ein informeller Arbeitsmarkt. Tagelöhner, häufig Handwerker und Bauarbeiter, versammeln sich an bestimmten Straßenabschnitten oder an öffentlichen Plätzen, wo sie von Agenten der Arbeitgeber abgeholt werden. Tagelöhner auf dem informellen Arbeitsmarkt verrichten überwiegend unterbezahlte, meist unqualifizierte handwerkliche Tätigkeiten und stammen aus unteren Gesellschaftsschichten.

## Tagelöhner in Deutschland

### Historische Situation

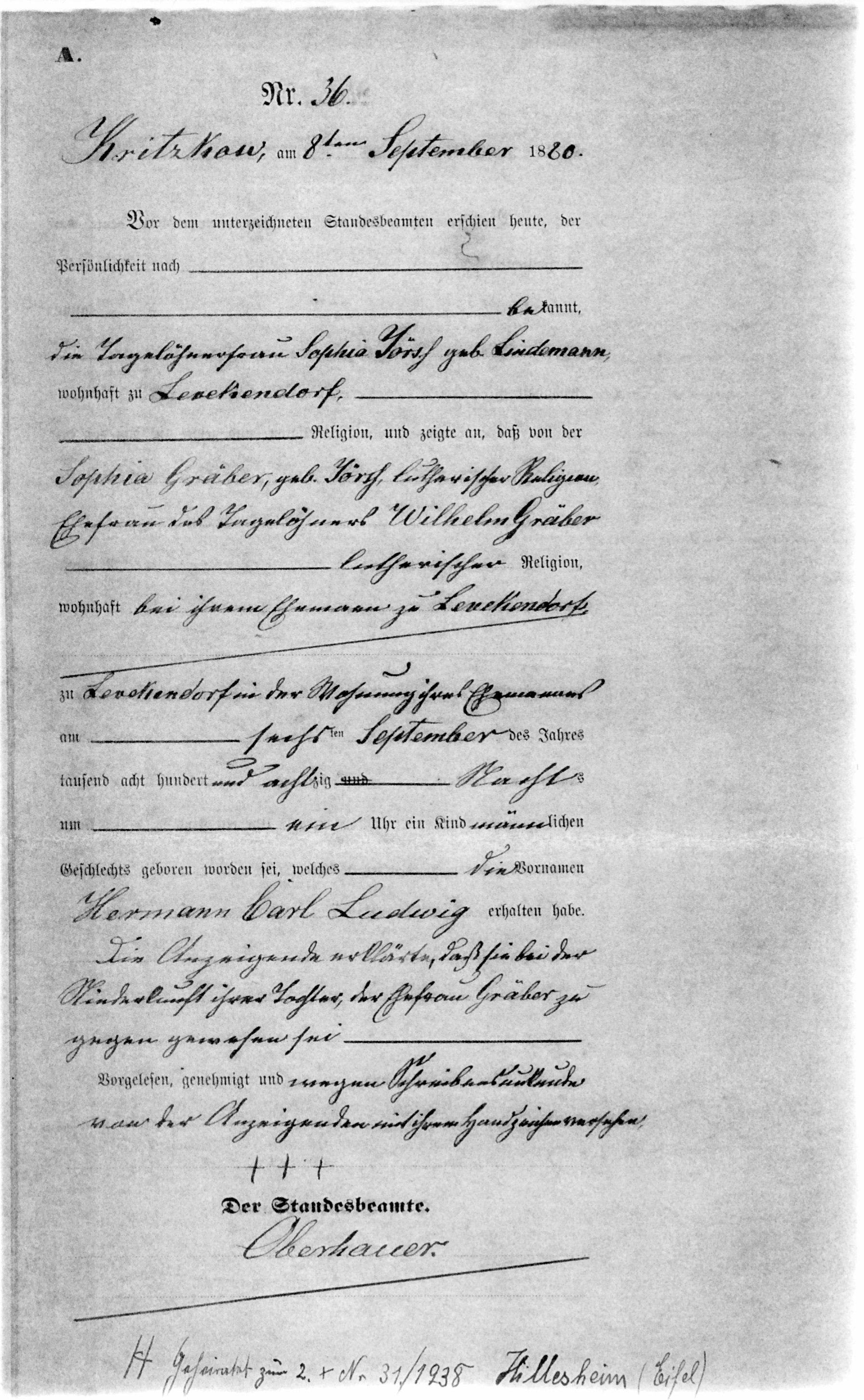
Weitergabe der Tagelöhnerei auf die nächste Generation: Eine Tagelöhnerfrau zeigt die Geburt ihres Enkelsohns an. Dessen Mutter ist ebenfalls Frau eines Tagelöhners. (Standesamtliche Geburtsurkunde aus dem Jahr 1880)

Tagelöhner gehörten in der Regel zur landlosen Bevölkerung und kamen somit bereits aus ärmlichen Verhältnissen. Sie gingen außerdem in der Regel keinem bestimmten Beruf nach oder konnten keinen Beruf mehr ausüben. Deshalb waren sie gezwungen, alle möglichen körperlichen Hilfs-, Gelegenheits- und Saisonarbeiten anzunehmen, insbesondere auch Arbeiten, die unter dem Niveau des zunftmäßigen Handwerks lagen. Dazu zählten Schauerleute, Transportkutscher oder Straßenarbeiter. Außerdem verdingten sich angelernte Arbeiter, die keine eigentliche fachliche Berufsausbildung besaßen, als Tagelöhner. Unter den Tagelöhnern befanden sich auch gelernte Handwerker, die sich aus den verschiedensten Gründen nicht oder nicht mehr in ihrem Beruf behaupten konnten.
Von den Verdiensten konnte man allerdings eher schlecht als recht leben. Tagelöhner standen somit weit unten in der gesellschaftlichen Schichtung. Vielfach mussten auch die Ehefrauen als Tagelöhnerinnen oder mit Heimarbeit hinzuverdienen. Bis zur Einführung der allgemeinen Schulpflicht galt dies auch für die Kinder der Tagelöhnerfamilien. Vielfach war die Arbeitsanforderung an die Eltern so hoch und der Verdienst so gering, dass es keine andere Lösung für dieses Problem gab. Somit schwankte die Teilnahme der Kinder am Unterricht auch in Abhängigkeit von der Arbeit, die bei ihren Eltern anfiel. Doch schon vor Einführung der Schulpflicht wurden lokale Ortsschulen nur bedingt von den Kindern der Tagelöhner besucht. Insbesondere die Ausgaben für das Schulgeld oder für Bücher konnten die Eltern vielfach nicht noch zusätzlich tragen. Zwar bestand die Möglichkeit örtlicher Behörden, Kinder armer Eltern zum Schulbesuch zu zwingen, doch mussten die Kosten dann von den Amtspersonen bezahlt werden, was diese scheuten. So überließen es die Behörden vielfach dem Lehrer, Anzeige zu erstatten. Die Notwendigkeit, den Eltern bei der Arbeit helfen zu müssen, gleichzeitig aber auch keine regelmäßige Schulausbildung zu erhalten, hatten zur Folge, dass Tagelöhnerkinder später wenige Möglichkeiten besaßen, gesellschaftlich aufzusteigen und einen gesicherten Lebensunterhalt zu führen. Viele konnten vor Einführung der allgemeinen Schulpflicht weder richtig lesen noch schreiben. In einigen Gebieten Deutschlands, in denen die Landwirtschaft nicht genügend Arbeit bot oder die Erbschaftsverhältnisse für eine große Zahl an grundbesitzlosen Menschen sorgten, versah auch die männliche Bevölkerung vielfach Heimarbeiten. Dazu zählte typischerweise das Weben. Die Weber sind bis heute die bekanntesten Erscheinungsform des Pauperismus.
Als Insten, Instleute, Katenleute, Dienst- oder Lohngärtner wurden hauptsächlich nördlich der Elbe vertraglich gebundene Tagelöhner bezeichnet. Die Insten waren aus den landlos gewordenen Kleinbauernverhältnissen hervorgegangen und nun Gutstagelöhner. Diese Situation war mit der um 1850 abgeschlossenen Bauernbefreiung entstanden. In dieser Funktion deckten sie den Bedarf eines Gutes an Feldarbeitern. Somit musste der Inste meist noch auf eigene Kosten ein oder zwei Hofgänger oder Scharwerker stellen. Dem Gutsbesitzer war es dabei egal, ob es sich bei diesen Arbeitern beispielsweise um die Kinder des Insten handelte oder um auswärtig angeworbene Kräfte. Der Gutstagelöhner kam so in die Doppelrolle eines Arbeitnehmers und Arbeitgebers. 1872 hieß es, dass Insten ein dürftiges, aber gesichertes Einkommen hatten.
Bei der Weltausstellung 1851 in London erschienen neue „Ackerwerkzeuge“, darunter die Dampfdreschmaschinen, die seitdem in Deutschland Eingang fanden. Das hatte zur Folge, dass der Getreidedrusch in wenigen Wochen erledigt werden konnte. Zuvor hatte man die Getreideernte mit dem Dreschflegel ausgedroschen, was etwa 30 Wochen von Ende September bis Anfang Mai dauerte. Die Gutstagelöhner bekamen vom Drusch einen Teil des ausgedroschenen Korns und hatten eine Dauerbeschäftigung durch den Winter. Mit der Dreschmaschine wurden sie winterarbeitslos oder unterbeschäftigt und mussten bei anderer Beschäftigung einen geringeren Barlohn hinnehmen.
Berufliche und gesellschaftliche Aufstiegsmöglichkeiten boten sich den Tagelöhnern erst nach der Gründung des Deutschen Kaiserreichs ab 1871 im Rahmen der Industrialisierung in der Gründerzeit und durch den Staat. Viele Beamtenstellen entstanden neu z. B. bei der Bahn und auch der Militärdienst bot verschiedene Möglichkeiten.

### Heutige Situation
Im engeren Sinne werden heute damit meist arbeitslose Menschen bezeichnet, die sich mit ihrem Personalausweis eine Arbeitsgelegenheit in Jobbörsen für Sofortvermittlungen im Sinne eines Zuverdienstes für einen oder wenige Tage suchen. Der arbeitnehmerfreundliche gesellschaftliche Status quo, der seit der Mitte des 20. Jahrhunderts erreicht wurde, ist seit dem Ende des Millenniums mehr und mehr wieder abgebaut worden. Die Gründe dafür sind vielfältig und vielfach umstritten. In Deutschland gibt es laut Statistischem Bundesamt etwa 62 Millionen Personen zwischen 18 und 64 Jahren, von denen ca. 65 Prozent ihren Lebensunterhalt hauptsächlich aus Erwerbstätigkeit beziehen. Laut dem Forschungsinstitut für Arbeit Nürnberg arbeiten etwa eine Million Menschen als Tagelöhner. Sie werden auch als kurzfristig Beschäftigte bezeichnet.

#### Befristete Arbeitsplätze
Die massive Ausweitung von befristeten Arbeitsplätzen und die damit einhergehenden Unsicherheiten für den Arbeitnehmer sind ein Rückschritt zu den Verhältnissen des 19. Jahrhunderts und gehörten damals zum Gesamtbild des Tagelöhnertums.

#### Digitale Tagelöhner
Durch die rasante Entwicklung des Internets haben sich im frühen 21. Jahrhundert neue Formen der Tagelöhnerei entwickelt. Insbesondere die digitale Tagelöhnerei, bei der Gelegenheitsjobs teils weltweit ausgeschrieben werden, führt nicht nur zu neuen Abhängigkeiten und Löhnen unter dem allgemeinen Lebensniveau, sondern auch zum massenhaften Abbau fester und solide bezahlter Arbeitsverhältnisse. Zudem sparen sich Unternehmen, die in diesem Sinne digitale Jobs anbieten, Sozialabgaben und unterlaufen Mindestlöhne.

#### Gig Economy
Als Gig Economy (von englisch: gig für ‚Auftritt‘) bezeichnet man einen Teil des Arbeitsmarktes, bei dem kleine Aufträge kurzfristig an unabhängige Freiberufler oder geringfügig Beschäftigte vergeben werden. Dabei dient häufig eine Onlineplattform als Mittler zwischen Kunde und Auftragnehmer, die Rahmenbedingungen setzt und deren Betreiber eine Provision einbehält. Bekannte Beispiele für die Gig Economy sind Plattformen wie Uber (Fahrer für Personenbeförderung), Deliveroo und Foodora (Fahrradkurriere für Essenslieferung) oder MyHammer (Handwerkerdienstleistungen). Auch für Putzkräfte gibt es Plattformen im Bereich der Gig Economy, ebenso wie für Designer, Übersetzer oder Texter.

#### Saisonarbeitskräfte
Saisonarbeiter befinden sich ebenfalls in einer Form des Tagelöhnertums. Seit der Wende im Jahr 1990 werden solche Arbeitskräfte besonders häufig in Osteuropa angeworben und führen zumeist Erntearbeiten (Erdbeeren, Spargel, Gemüse, Wein, Äpfel und Beeren) aus. Auch nach der Mitte des 20. Jahrhunderts blieb der Status der Saisonarbeiter weitgehend unberührt von den fortschreitenden Verbesserungen im Arbeitsleben. Nach der Jahrtausendwende neu sind die hinter den Stand des 20. Jahrhunderts zurückgefallenen Zustände, unter denen Saisonarbeitskräfte teilweise während ihres Arbeitsverhältnisses in Deutschland leben müssen.

#### Scheinselbständige und illegal Beschäftigte
Medien berichten von zahlreichen Menschen aus Osteuropa – etwa Rumänen und Bulgaren –, die in Deutschland als Tagelöhner arbeiten, Ausbeutung riskieren und teils weit weniger Lohn erhalten, als es in Deutschland üblich wäre. Einige arbeiten in Scheinselbständigkeit oder in illegalen Arbeitsverhältnissen; manche werden angehalten, einen überteuerten Mietvertrag zu unterschreiben. Einigen werden laut Medien mehrere Arbeitsverträge parallel gegeben, darunter einer für einen in der Europäischen Union angemeldeten Dienstleistungsbetrieb, die geringe Bezahlung mit hohen Erwartungen an ihre Verfügbarkeit und zeitliche Flexibilität kombinieren. Die Medien sprechen vom „Arbeitsstrich“ und von „Lohnsklaverei“. Sie können sich selten einen Anwalt leisten, um gegen Betrug vorzugehen. Die Tagelöhner auf dem „Arbeitsstrich“ bieten sich untereinander Unterstützung und Schutz, und informieren einander über Arbeitgeber, die betrügen.

## Internationale Situation
In den Vereinigten Staaten sind einer Schätzung von 2006 zufolge rund 75 Prozent der Tagelöhner (jornaleros) illegale Einwanderer, weitere 18 Prozent sind Einwanderer, die sich legal im Land aufhalten, und lediglich die restlichen 7 Prozent sind gebürtige Amerikaner. Tagelöhner sind in den Vereinigten Staaten ein spürbarer Wirtschaftsfaktor und sie stellen den Hauptanteil an den inoffiziell Beschäftigten. In Japan gibt es in den großen Städten einfache Wohnviertel für handwerkliche Arbeiter, die yoseba genannt werden. Der Name bedeutet „Versammlungsort“ und bezieht sich auf die öffentliche Arbeitsagentur für Tagelöhner, die sich in jedem Viertel befindet.